# Simon Taylor-Davis
Simon Taylor-Davis (Stratford-upon-Avon; 19 de junio de 1982) es un músico británico conocido por haber sido parte de la banda londinense de new rave, Klaxons, que se separó en 2015.
Simon creció en Stratford-upon-Avon con su compañero de banda James Righton. Estuvo junto a James en una banda llamada "Hollywood is a Verb" junto a miembros de Pull Tiger Tail antes de unirse a Jamie Reynolds y formar Klaxons. 
Simon asistió a la Secundaria Stratford-upon-Avon, donde fue Jefe de su Casa, antes de irse a estudiar Artes en la Universidad de Nottingham Trent, donde conoció a Jamie a través de una compañera de habitación, la entonces novia de éste.
La banda también tiene apodos para Simon, como "Captain Strobe" ("Capitán Estrobóspico"), jAZZwand (en su Flickr y blogspot) y "DATA RE ENTRY" como se muestra en el MySpace de la banda. 
Simon se encuentra en una relación amorosa con la cantante de Cansei de Ser Sexy, Lovefoxxx. De acuerdo a sus compañeros de banda, está "completamente enamorado" y hasta "se ha hecho un tatuaje Lovefoxxx" (ref. NME). Se tatuó "Lovefoxxx" en la cadera izquierda, mientras que ella se tatuó "Simon" en la cadera derecha. Se anunció su compromiso de matrimonio el 21 de septiembre de 2007 aunque nunca hubo noticias oficial de la boda. A finales de 2010, durante la promoción del segundo álbum de Klaxons, se dijo que se habían separado.
En una edición de la revista NME, Simon fue votado como el "Más Probable a Convertirse Primer Ministro".

## Enlaces
- Klaxons official page
- STD Appreciation Society (MySpace)
- Klaxons Official MySpace
- Simon Taylor-Davis en Discogs

- Datos: Q6128763